# 名鉄一宮駅
名鉄一宮駅（めいてついちのみやえき）は、愛知県一宮市新生にある、名古屋鉄道の駅である。駅番号はNH50。

## 概要
東海旅客鉄道（JR東海）東海道線の尾張一宮駅と並んで一体的なターミナルとなっており、両駅を併せて一宮市の代表駅となっている。また、両駅をあわせて「一宮総合駅」と称する場合もある。地上駅時代は尾張一宮駅と改札口も共通であったが、1993年2月21日より使用を開始した名鉄駅の高架化に伴い分離された。
名古屋本線と尾西線（津島方面、玉ノ井方面（通称・玉ノ井線）の2系統）が乗り入れているほか、過去には当駅と中島郡起町（現・一宮市起）とを結ぶ路面電車の起線も存在した（現在は名鉄バス）。このほか、かつて当駅の東方に位置した一宮線東一宮駅からは岩倉方面（一宮線。現在は名鉄バス）とも徒歩連絡しており、江南駅前などに行く名鉄バスも発着しており、当駅付近は古くから交通拠点となっていた。
なお、行先表示や放送による案内では単に「一宮」と略して称されることが多い。
2023年3月のダイヤ改正以降、名古屋本線の急行は朝や深夜の一部を除いて当駅で名古屋方面に折り返している。

## 歴史
元々は、尾西線の前身である尾西鉄道が1900年（明治33年）に開業した駅である。尾西鉄道は新一宮から名古屋、岐阜とを結ぶ路線を計画し、岐阜方面は木曽川線（現在の尾西線玉ノ井方面、木曽川橋駅 - 笠松駅間は徒歩連絡）、名古屋方面は中村線（現在の名古屋本線国府宮方面）を敷設したが、（旧）名古屋本線に併合されて中村線は国府宮支線となった。
名岐間連絡路線の建設を継承した（旧）名古屋鉄道は、まず国府宮駅から清洲線丸ノ内駅間を1928年（昭和3年）に繋げて一宮 - 名古屋間を直結させた。1935年（昭和10年）には新一宮 - 笠松間の新線（現 名古屋本線）が開通している。

### 年表
- 1900年（明治33年）1月24日 - 尾西鉄道一ノ宮駅（いちのみやえき）として開業。1900年度中に新一宮駅（しんいちのみやえき）に改称[5]。
- 1924年（大正13年）2月15日 - 尾西鉄道が新一宮駅 - 国府宮駅間を開業。
- 1928年（昭和3年）2月3日 - 名古屋方面からの名岐線が開通。
- 1930年（昭和5年）
  - 駅舎を北へ100m移転新築[6]。
  - 12月20日 - 蘇東線（後の起線）が乗入れ。
- 1935年（昭和10年）4月29日 - 名岐線が新岐阜（現在の名鉄岐阜駅）まで開通。
- 1948年（昭和23年）5月12日 - 名岐線を600Vから1500Vに昇圧。
- 1952年（昭和27年）12月14日 - 尾西線を600Vから1500Vに昇圧。それに伴い起線の乗り入れを廃止。
- 1963年（昭和38年）12月23日 - 尾西線ホーム1線を撤去[7][8]。
- 1964年（昭和39年）1月 - 混雑緩和のため本線ホームを拡幅し、下り線を撤去した尾西線路盤へ移設[7]。2面3線となる。
- 1966年（昭和41年）2月10日 - 貨物営業を廃止し、国鉄線との接続廃止[9]。
- 1987年（昭和62年）5月 - 自動改札機設置[10]。
- 1989年（平成元年）3月26日 - 高架化工事に伴い仮駅舎の使用を開始[11]。
- 1993年（平成5年）
  - 2月21日 - 名古屋本線のホームを高架化[3]。JRの尾張一宮駅と改札口が分離[3]。自由通路供用開始[3]。
  - 12月22日 - 南改札口が新設される[12]。
- 1994年（平成6年）
  - 駅舎全面建て替え、コンコース開通。
  - 11月27日 - 尾西線の津島方面ホームを高架化[13]。
- 1995年（平成7年）7月29日 - 尾西線の玉ノ井方面ホームを高架化[13]。
- 1996年（平成8年）3月 - 連続立体交差事業完成。
- 2000年（平成12年）11月 - 名鉄百貨店一宮店開店。（旧東一宮駅の場所に有った同店の移転）
- 2005年（平成17年）1月29日 - 名鉄一宮駅に駅名変更[14]。
- 2011年（平成23年）
  - 2月11日 - ICカード「manaca」の利用が可能となる。
  - 3月26日 - ダイヤ改正に伴い、豊川稲荷駅発着の急行がほぼ終日当駅発着となり、岐阜方面の本数自体は毎時2本減少。
- 2012年（平成24年）2月29日 - 交通プリペイドカード「トランパス」のサービス終了に伴い、当駅でも使用を終了する。
- 2020年（令和2年）4月15日 - 3,4番線ホーム上にあったミューチケットうりばの営業を終了する。
- 2023年（令和5年）3月18日 - ダイヤ改正に伴い豊橋駅発着の急行も日中以降はほとんど当駅発着となり、岐阜方面の本数は毎時2本更に減少。

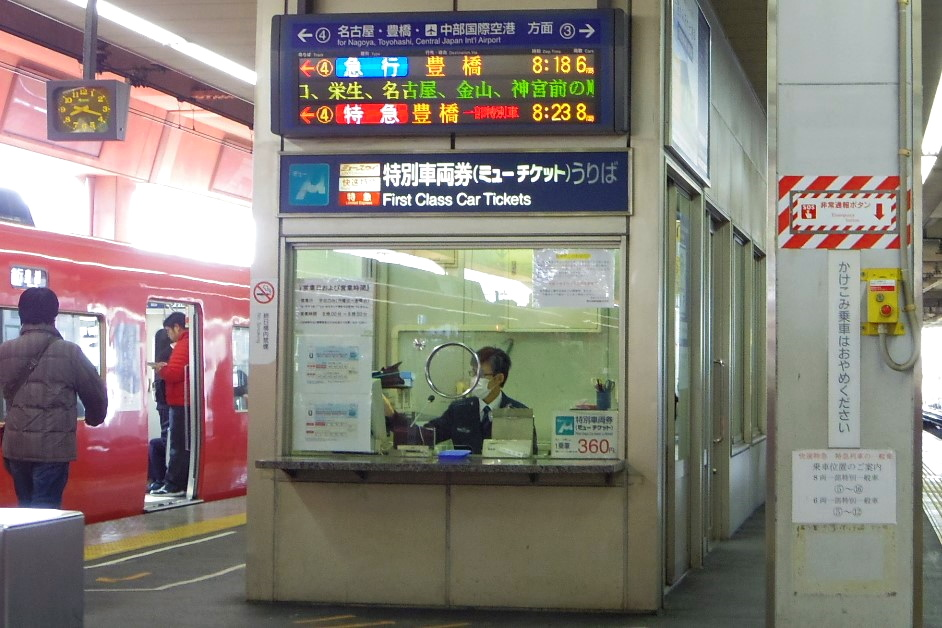
3,4番線ホームにあったミューチケットうりば

## 駅構造
10両編成対応の島式2面4線ホームを持つ高架駅である。ホームの上は駐車場となっており、駅と直結している。
改札口は中央改札口（1階・有人窓口あり）、南改札口（中2階・無人）および駐車場改札口（4階・無人）の計3箇所設置されている。エレベータは1階・中2階間に1基、中2階・ホーム（2階）間に各1基で計3基、エスカレータは中2階・ホーム間に各2基、ホーム・4階間に各1基、南改札外の1階・中2階間の1基で計7基が設置されている。隣接する尾張一宮駅とは高架下の東西自由通路を介して連絡している。
ホームは1番線を尾西線、2 - 4番線を名古屋本線が使用する。尾西線は1番線の名古屋寄りに森上・津島方面、岐阜寄りに奥町・玉ノ井方面の列車が発着しているが、同時に発着できるようにホーム中央付近に場内信号機および入換信号機が設置されている。両方面行きの電車が同時に発車待ちをする場面は毎時2回ある。なお、構造上、名古屋本線名古屋方面から1・3番線に入線し岐阜方面へ出発することも可能であるが、1番線は実質尾西線の専用ホーム、3番線も実質上りホームとしてしか使用しておらず現行ダイヤでは名古屋本線下り列車が当駅で緩急接続を行うことはない。
名古屋本線は2番線に岐阜方面、4番線に名古屋方面の列車が発着し、3番線は当駅折返し列車や上り列車の緩急接続に用いられる。
駅の岐阜方には留置線（引上線）が1本あり、車両の留置に使われている。

### のりば
| 番線 | 番線   | 路線                           | 方向 | 行先                               | 備考                 |
| ---- | ------ | ------------------------------ | ---- | ---------------------------------- | -------------------- |
| 1    | (南側) | BS 尾西線 （名鉄一宮〜津島）   | 下り | 森上・津島方面                     |                      |
| 1    | (北側) | BS 尾西線 （名鉄一宮〜玉ノ井） | 上り | 玉ノ井ゆき                         |                      |
| 2    | 2      | NH 名古屋本線                  | 下り | 名鉄岐阜ゆき                       |                      |
| 3    | 3      | NH 名古屋本線                  | 下り | 名鉄岐阜ゆき                       | 現在は回送列車のみ。 |
| 3    | 3      | NH 名古屋本線                  | 上り | 名鉄名古屋・金山・中部国際空港方面 | 主に始発列車         |
| 4    |        | NH 名古屋本線                  | 上り | 名鉄名古屋・金山・中部国際空港方面 |                      |

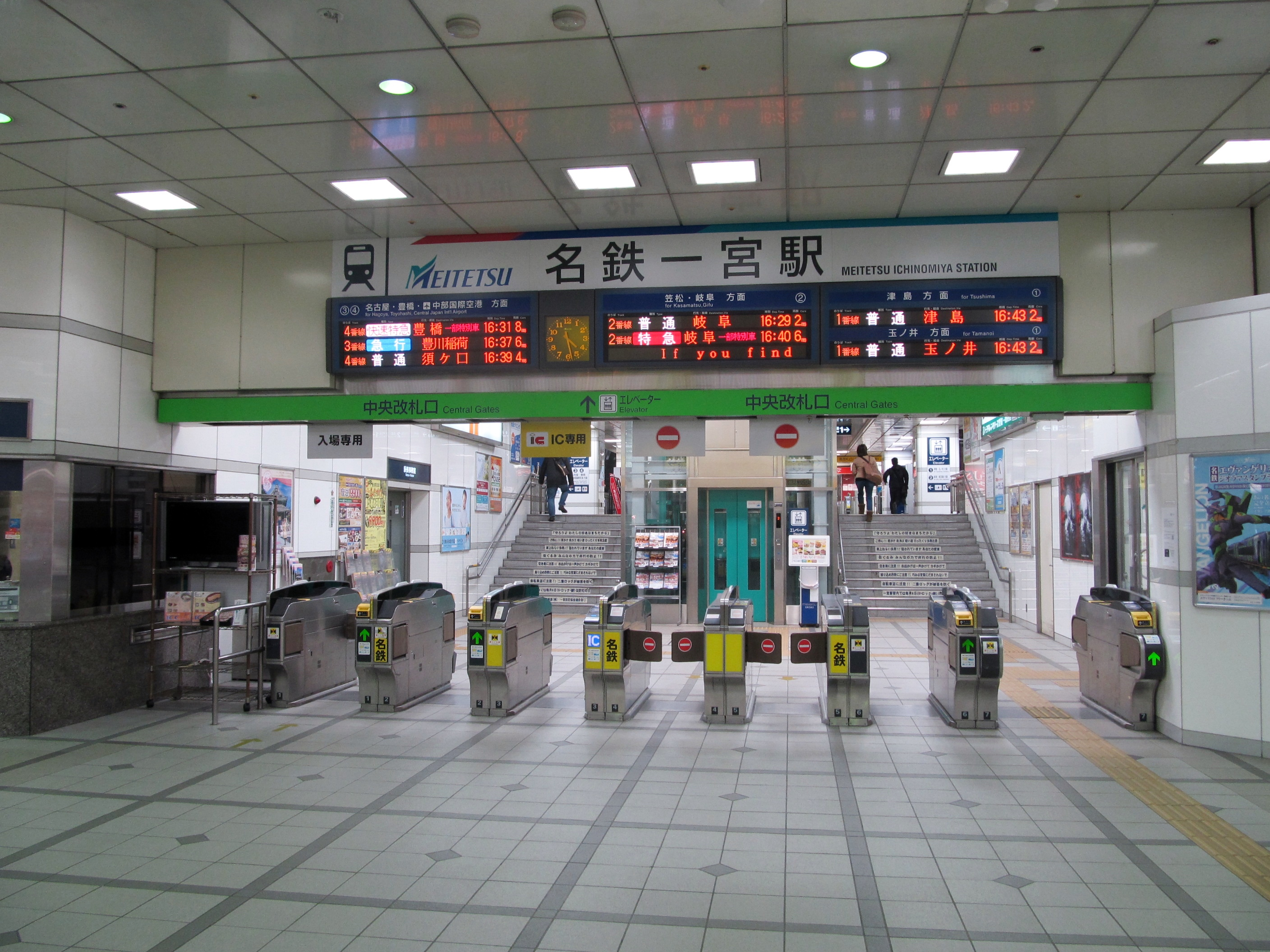
中央改札口
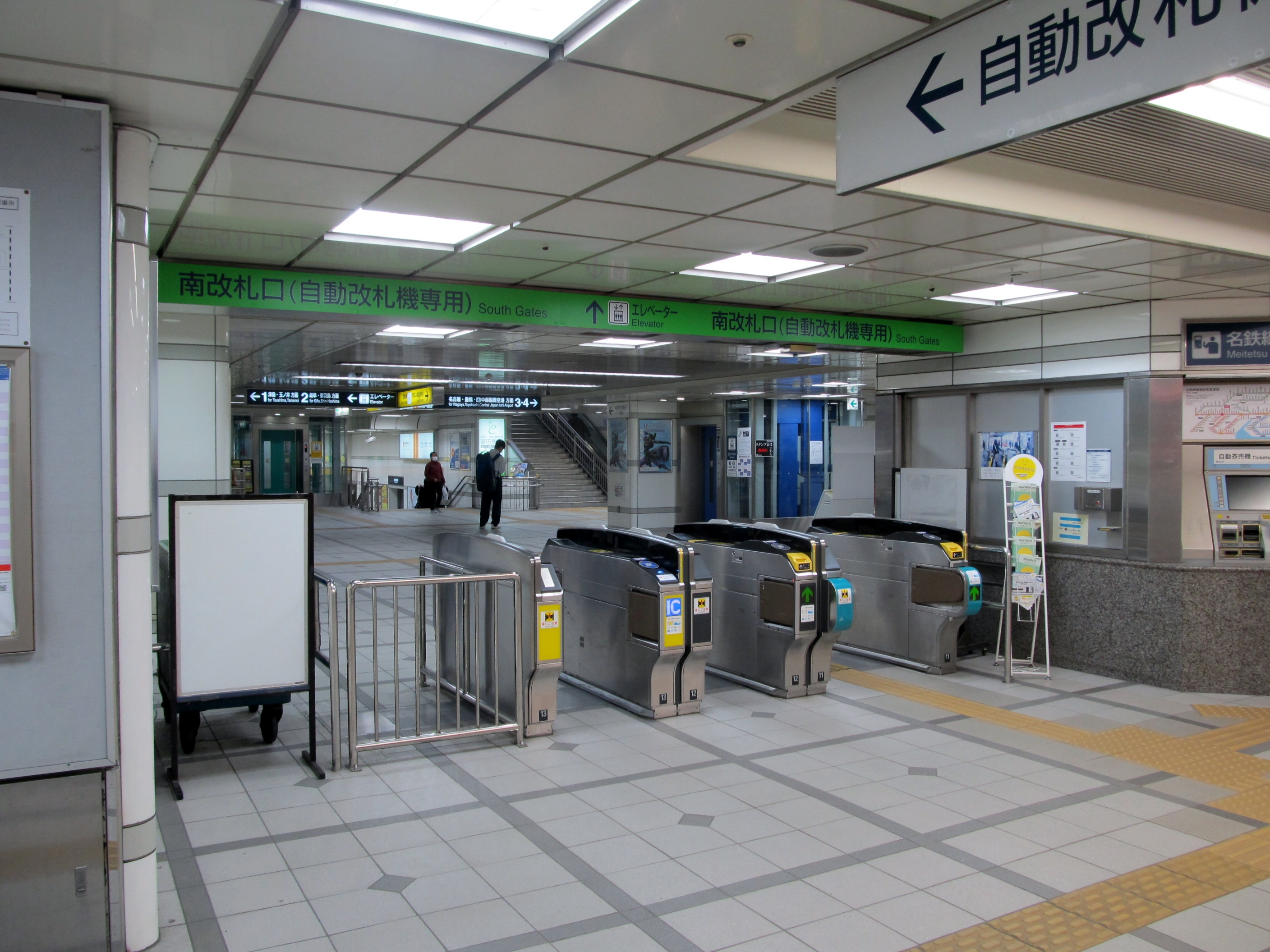
南改札口
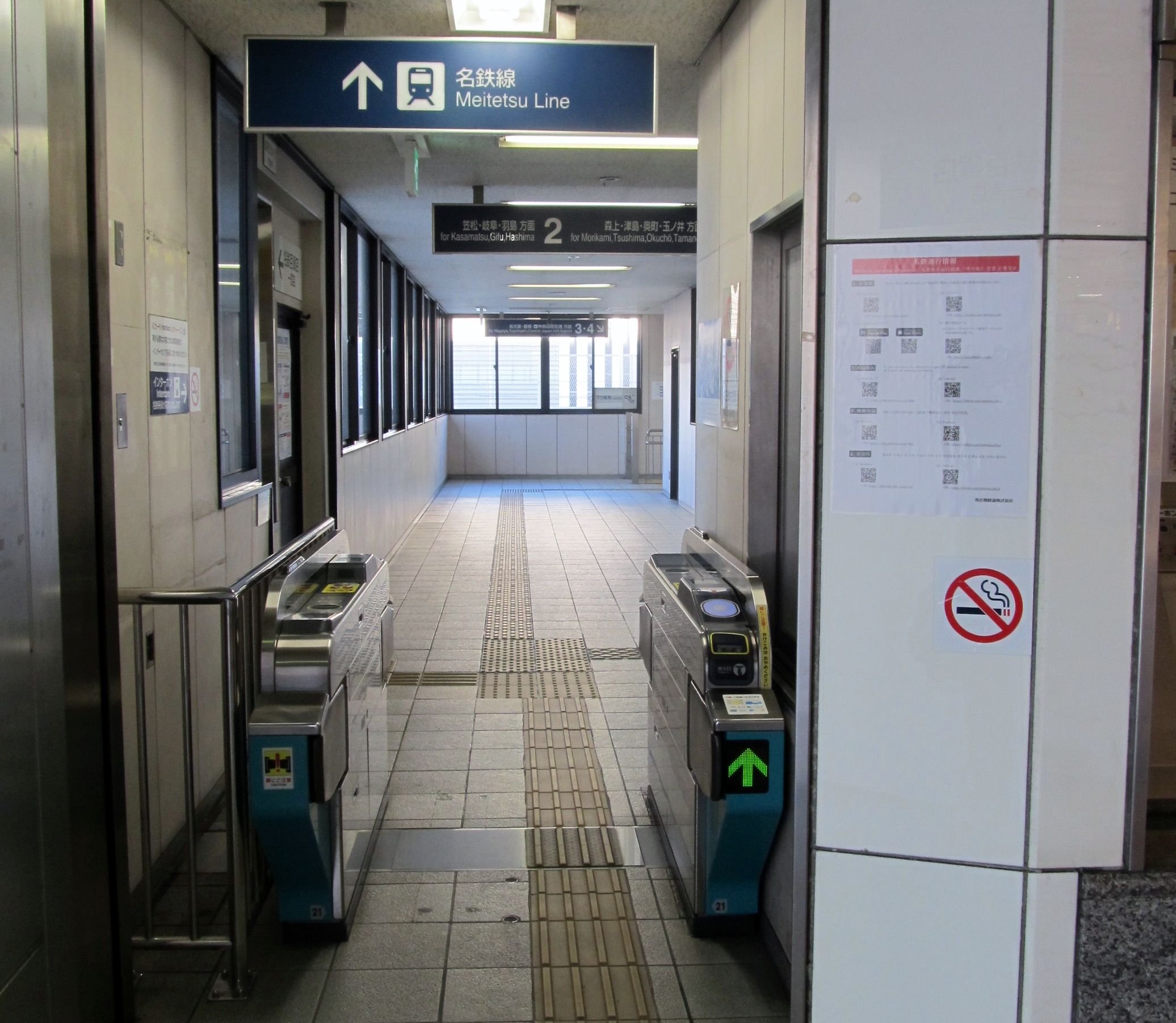
駐車場改札口
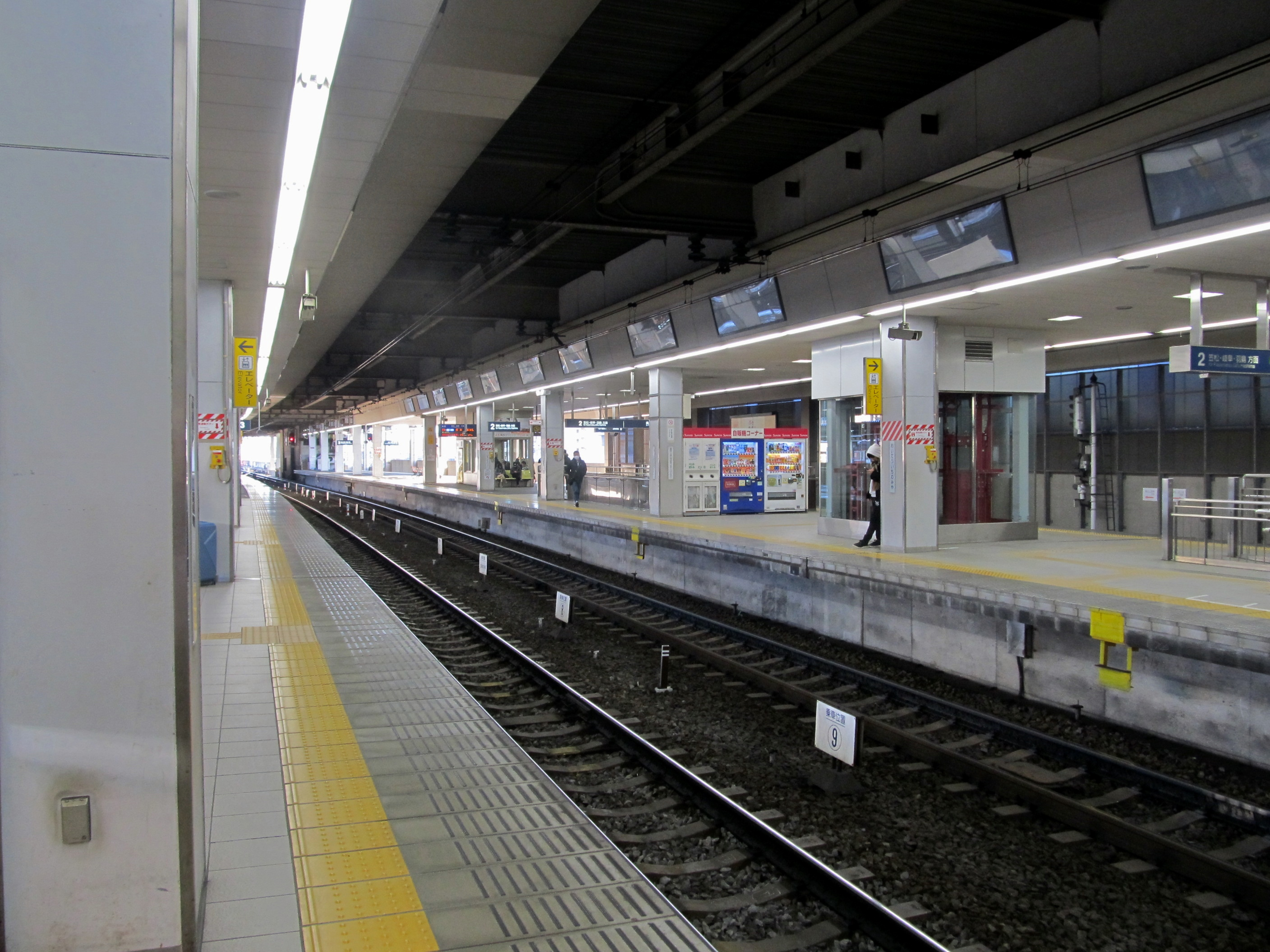
ホーム
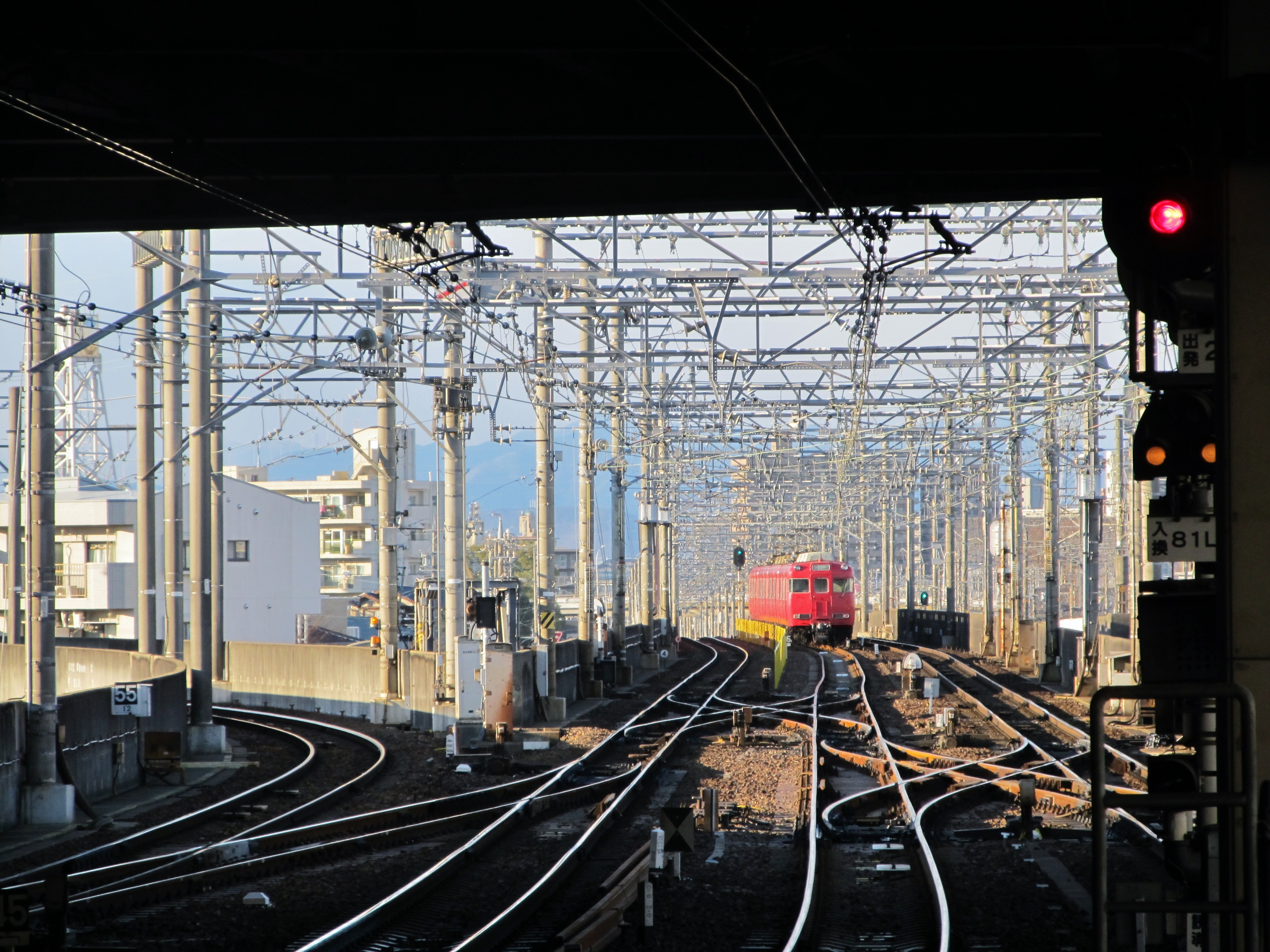
留置線(左から3本目)
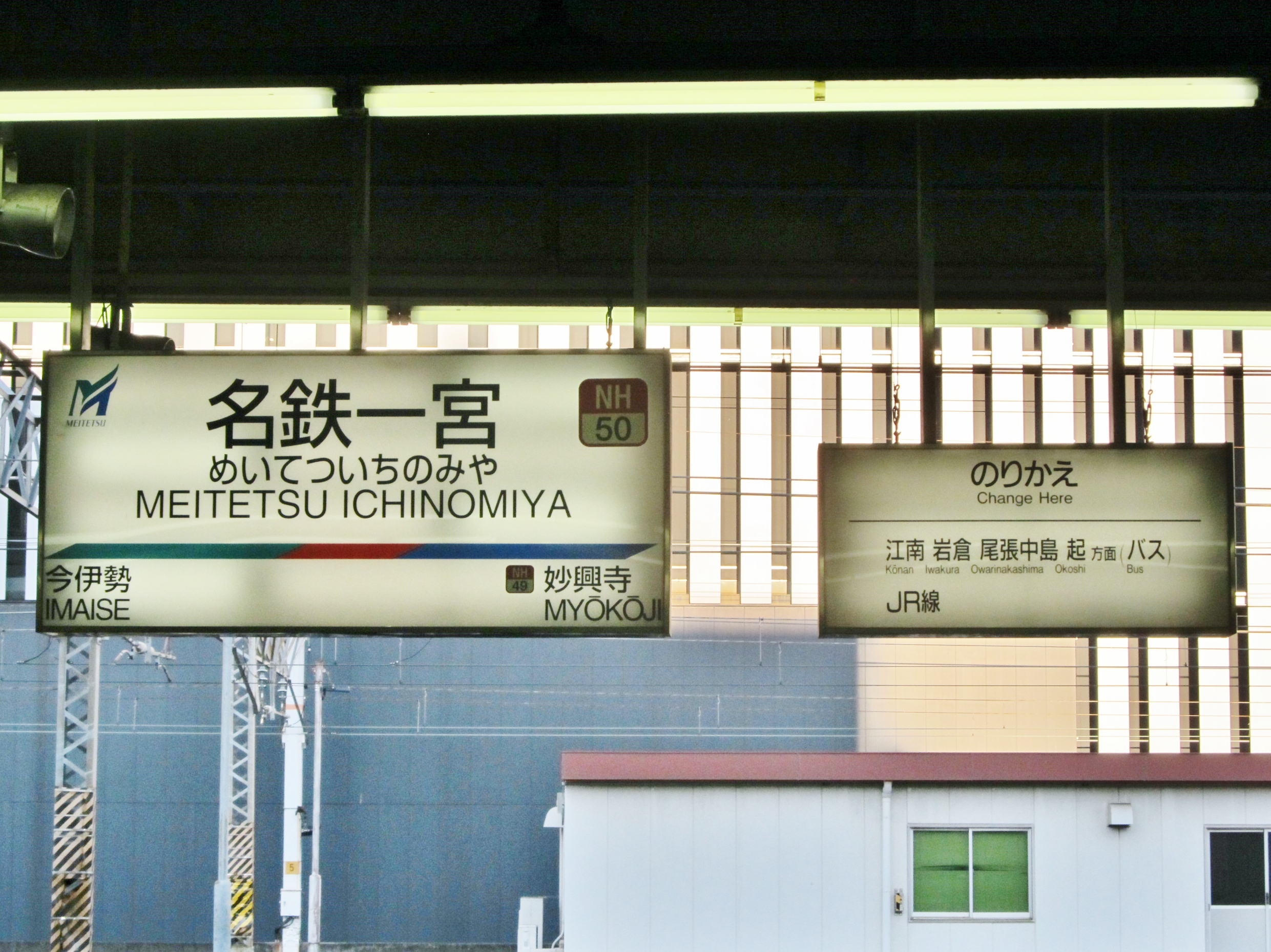
駅名標

### 配線図
|                                 | ↑ 津島方面 ↑玉ノ井方面              |                             |
| ← 名鉄名古屋 方面 ← 名古屋 方面 | 名鉄一宮駅・尾張一宮駅 構内配線略図 | → 名鉄岐阜 方面 → 岐阜 方面 |
| 凡例 出典:                      |                                     |                             |

### 駅内施設
東隣のJR尾張一宮駅とコンコースで一貫しているが、南北の歩道出入り口から西側のみが名鉄の所有地となっている。駅北西部には一宮駅バスターミナル、駅西口はロータリーおよびタクシー乗り場がある。
駅構内には名鉄百貨店および名鉄産業が管理・営業する集合商業施設が設けられている。構内で営業している商業施設は以下の通り。
改札内
- 美濃味匠（弁当・惣菜類）2020年閉店

改札外
- 一宮七夕郵便局（郵便局）
- ATMコーナー（尾西信用金庫・岐阜信用金庫・東海ろうきん・名古屋銀行・三菱UFJ銀行・十六銀行・いちい信用金庫・大垣共立銀行）
- 名鉄観光バス（旅行代理店・路線バス案内所）
- めいてつフローラ（生花）2020年駅ビル外へ移転
- 名鉄観光サービス（旅行代理店）
- ファミリーマートエスタシオ名鉄一宮駅店（売店）
- ミュープラット一宮（商業施設）
- 名鉄百貨店一宮店（デパート）2024年1月31日閉店
- 青山クリーンランド（クリーニング）
- ダイソー（100円ショップ）
- ジェムウォッチ（時計販売・修理）
- モスバーガー

### 地上駅時代 （-1995年7月）

地上駅時代の新一宮駅。西側の島式ホーム2面3線が新一宮駅構内で東側のホームは国鉄尾張一宮駅。拡張された名古屋本線の島式ホームは尾西線のそれよりも幅があり、両面ホームとなった中線は名古屋本線の下り線。手前の跨線橋が名鉄の西口駅舎と、奥の跨線橋が国鉄の東口駅舎に接続。尾西線ホームと西口駅舎の間に見えるV字型の屋根が旧・起線低床ホームで、廃止後はバス発着所として使用された。

島式2面4線のホームを持ち、このうち西側の長さ60mのホームが尾西線用、東側の長さ113mのホームが名古屋本線用であった。後に名古屋本線ホームは混雑緩和のため西側に拡張され、尾西線ホームの東側1線を名古屋本線下り線として引き直したため、尾西線1面1線、名古屋本線1面2線の計2面3線の配線となった。このほか、起線が乗り入れていた1952年（昭和27年）12月までは尾西線ホームの西側に起線用低床ホームが設けられていた。
地上時代は尾張一宮駅との共同使用駅であり、東口が国鉄（民営化後はJR東海）、西口が名鉄の管轄となっていた。中間改札もなく、両駅は尾張一宮駅上下線ホームと新一宮駅名古屋本線ホームとを結ぶ跨線橋と、尾張一宮駅下り線ホームと新一宮駅両ホームとを結ぶ地下道によって繋がっていた。名鉄両ホーム間には跨線橋がもう一つ設けられていたが、これは戦後になって地下道の混雑緩和のために増設されたものであった。
岐阜方には貨車中継のための側線が3線あり、1966年の貨物営業廃止まで国鉄と貨物の連絡を行っていた。なお、名古屋本線の1500V昇圧が1948年（昭和23年）、尾西線の1500V昇圧が1952年（昭和27年）と時期をずらして実施され、期間中は駅構内が600Vと1500Vの複電圧となっていたため、その間の貨車入換作業は10形12号や700形709号といった蒸気機関車が行っていた。
連続立体交差事業に伴って仮駅に移行すると再びホーム構成は2面4線となり、尾西線ホームが2線になったほか、名古屋方に留置線が設けられた。工事は段階的に進められ、まず1993年（平成5年）2月に名古屋本線が高架化された。これに先立ち高架化していた尾張一宮駅との駅共同使用はこの時をもって解消され、改札口も分離された。この時点では尾西線は引き続き仮駅で営業を行っており、津島方面が1・2番線、玉ノ井方面が1番線を使用していた。
1994年（平成6年）11月に尾西線津島方面が高架化されると玉ノ井方面が各線から分断され、孤立状態となった。この時同区間の廃止も検討されたが、1995年（平成7年）7月に高架化されて各線と再び線路が繋がった。この間同区間には5500系5511編成および5519編成の各2両計4両が運用にあたり、高架化で再接続されるまで同区間を走り続けた。
| | ↑ 津島方面 ↑玉ノ井方面                          |               |
| ← 新名古屋 方面 | 新一宮駅 構内配線略図（1957年、地上2面4線時代） | → 新岐阜 方面 |
| | ↓ 国鉄 尾張一宮駅                               |               |
| 凡例 出典: ホーム番号は時期により異なり、1952年（昭和27年）当時は尾西線ホームが3・4番、名古屋本線ホームが 5・6番であったが、1954年（昭和29年）頃には尾西線ホームが2・3番、名古屋本線ホームが4・5番となっていた。 |                                                 |               |

|                               | ↑ 津島方面 ↑玉ノ井方面                                            |                           |
| ← 新名古屋 方面 ← 名古屋 方面 | 新一宮駅・尾張一宮駅 構内配線略図（1980年代中盤、地上2面3線時代） | → 新岐阜 方面 → 岐阜 方面 |
| 凡例 出典:                    |                                                                   |                           |

|                               | ↑ 津島方面 ↑玉ノ井方面                                      |                           |
| ← 新名古屋 方面 ← 名古屋 方面 | 新一宮駅・尾張一宮駅 構内配線略図（1992年、仮駅2面4線時代） | → 新岐阜 方面 → 岐阜 方面 |
| 凡例 出典:                    |                                                             |                           |

## 利用状況
- 「移動等円滑化取組報告書」によると、2020年度の1日平均乗降人員は27,760人であった[38]。
- 『名鉄120年：近20年のあゆみ』によると2013年度当時の1日平均乗降人員は34,972人であり、この値は名鉄全駅（275駅）中6位、名古屋本線（60駅）中5位、尾西線（22駅）中1位であった[39]。
- 『名古屋鉄道データBOOK』によると、2009年度の1日平均乗降客数は32,749人（名古屋鉄道調べ）である。名鉄の駅の中では7番目に利用客が多い。名古屋本線の駅では6番目に多く、尾西線の駅の中では、最も利用客が多い。
- 『名古屋鉄道百年史』によると1992年度当時の1日平均乗降人員は44,077人であり、この値は岐阜市内線均一運賃区間内各駅（岐阜市内線・田神線・美濃町線徹明町駅 - 琴塚駅間）を除く名鉄全駅（342駅）中7位、 名古屋本線（61駅）中6位、尾西線（23駅）中1位であった[40]。
- 『名鉄時刻表 1990 Vol.7』によると、1989年度下半期の1日平均乗降人員45,231人であり、この値は名鉄全駅中5位であった。[41]
- 『名鉄 1983』によると、1981年度当時の一日平均乗降人員は57,494人であり、この値は名鉄全駅中4位であった[42]。
- 『創立70周年記念 今日と明日の名鉄』によると、1960年度当時の一日平均乗降人員は37,682人であり、1963年度の値は51,321人であった[43]。
- 『岡崎市戦災復興誌』掲載の統計資料によると、1948年（昭和23年）11月1日 - 1949年（昭和24年）4月30日間の半期における一日平均乗降人員は11,289人であり、この値は名鉄全駅中5位であった[44]。
- 名鉄の駅では名鉄名古屋駅、金山駅、栄町駅、東岡崎駅、名鉄岐阜駅に次いで6番目に利用客が多い。JR尾張一宮駅の方が名古屋駅・金山駅・岐阜駅への所要時間が短く、しかも尾張一宮 - 名古屋の区間はJRの快速は無停車（平日の一部のみ稲沢にも停車することがある）で、さらにJRはこの区間では特定割引運賃を採用しているので、名鉄本線は一宮駅を含む岐阜 - 名古屋・金山の区間では劣勢である。2020年度時点では当駅と名鉄岐阜駅の更なる利用客の減少に伴い、豊田市駅に抜かれて7番目になっている。

## 駅周辺
一宮市本町商店街（アーケード）から約350メートル西側に位置している。
かつて名鉄線・JR線ともに地上駅だったころは、駅周辺にある踏切は開かずの踏切であったが、高架化により解消された。また、駅付近で単独立体交差となっていた道路については、駅北側の八幡通は地下構造であったが埋め戻されたほか、さらに先にある国道155号は陸橋化されていたが撤去され、いずれも平坦な道路に戻された。なお、当駅の南口に面する道路は高架化後に新設されたものである。駅東側（JR駅ビル側）は国道22号線（途中まで上に名古屋高速が通過）付近まで、駅西側（名鉄百貨店側）一帯は西尾張中央道（上に東海北陸道が通過）付近まで住宅地が続いている。駅東側には飲食店が多いが、商店街はシャッター通りとなっていて、本町通も真清田神社寄りのアーケードは補修費用を支出する店・企業が無くなり、撤去された。駅周辺は旧・タマコシ本店跡地や旧・一宮名鉄百貨店跡地など、高層マンションが多く建つようになった。

### 周辺名所・施設
- 真清田神社：尾張国一宮。市名の由来となっている。
- 一宮市役所（一宮庁舎：本庁舎）
- 一宮商工会議所
- 一宮税務署
- オリナス一宮
- 国道155号
- 愛知県道459号名鉄一宮停車場線：一宮西インターチェンジ方面に通じている。
- 八幡通り：一宮市の西端の起（おこし。旧尾西市の中核市街地）の木曽川堤防に突き当たる場所まで一直線の街道となっていて、昔は路面電車の起線が通行していた。木曽川はこの通りの北側の県道一宮大垣線の濃尾大橋で越えることになり、橋の対岸は岐阜県羽島市になる。ドラゴンボールやDr.スランプなどで著名な漫画家の鳥山明はこの通り沿いの起工業高校出身である。

## 隣の駅
名古屋鉄道
NH 名古屋本線
□ミュースカイ
国府宮駅（NH47） - 名鉄一宮駅（NH50） - 名鉄岐阜駅（NH60）
□快速特急・■特急・□快速急行・■急行・■準急
国府宮駅（NH47） - 名鉄一宮駅（NH50） - 新木曽川駅（NH53）
■普通
妙興寺駅 - 名鉄一宮駅（NH50） - 今伊勢駅（NH51）
BS 尾西線（津島方面）
■普通
観音寺駅（BS12） - 名鉄一宮駅（NH50）
BS 尾西線（玉ノ井方面）
■普通
名鉄一宮駅（NH50） - 西一宮駅（BS21）
起線（廃止）
新一宮駅 - 八幡町駅
かつては妙興寺駅 - 当駅間に、花池駅（1927-30年廃止）が存在した。